# Attilio Nicora
Attilio Nicora (Varese, 16 de març de 1937 - Roma, 22 d'abril de 2017) fou un cardenal de l'Església catòlica, bisbe emèrit de Verona i president emèrit de l'Administració del Patrimoni de la Seu Apostòlica. El 19 de gener de 2011, el cardenal Nicora va ser nomenat pel Papa Benet XVI com a President del Comitè Executiu de la nova Autoritat Financera d'Informació (FIA) del Vaticà. La nova agència, per mandat d'una Carta Apostòlica, estava encarregada de monitorar les activitats monetàries i comercials de les agències vaticanes, com la Governació de l'Estat de la Ciutat del Vaticà, la Banca Vaticana, l'Administració del Patrimoni de la Seu Apostòlica, la Congregació de l'Evangelització dels Pobles; i agències menors com la Farmàcia del Vaticà, el supermercat del Vaticà i els Museus Vaticans. El 30 de gener de 2014, el Papa Francesc acceptà la seva dimissió com a President del Comitè Executiu de l'Autoritat Financera d'Informació, i nomenà el bisbe Giorgio Corbellini com a successor.

## Biografia
Nicora va néixer a Varese, sent ordenat prevere el 1964. Abans de ser ordenat, va llicenciar-se en Dret Canònic per la Pontifícia Universitat Gregoriana de Roma i en teologia per la Facultat Teològica de Milà. Després de ser ordenat, esdevingué professor de dret canònic al Seminari Teològic de Venegano.
Nicora esdevingué bisbe el 1977, quan va ser nomenat bisbe auxiliar de Milà i bisbe titular de Furnos Minor. Nicora supervisà la revisió de 1984 del concordat entre Itàlia i la Santa Seu. Entre 1992 i 1997 serví com a bisbe de Verona. El 2002, Nicora va ser nomenat President de l'Administració del Patrimoni de la Santa Seu, on la seva responsabilitat era administrar els ingressos generats pels actius patrimonials vaticans. En morir un Papa tots els alts funcionaris vaticans perden els seus càrrecs automàticament durant el període de sede vacante, de manera que Nicora va perdre la seva posició el 2 d'abril de 2005 en morir Joan Pau II, però després va ser confirmat pel nou Papa Benet XVI.
Nicora va ser creat cardenal diaca al consistori celebrat el 21 d'octubre de 2003 pel Papa Joan Pau II. Participà en el conclave de 2005 que elegí com a Papa a Benet XVI; i al del 2013, on s'escollí el Papa Francesc.
El 30 de desembre de 2005 l'agència de notícies italiana ADN Kronos informà que Nicora possíblement seria nomenat Cardenal Secretari d'Estat, succeint el cardenal Angelo Sodano; però això no va tenir lloc, i el nou Secretari d'Estat va ser Tarcisio Bertone.
El Papa Benet XVI nomenà el cardenal Nicora Legat Pontifici de les basíliques de Sant Francesc i Santa Maria dels Àngels d'Assís, sense prejudici de les seves funcions com a cap de l'Administració del Patrimoni de la Seu Apostòlica. Havent servit 10 anys com a cardenal diaca, va ser promogut a cardenal prevere pel Papa Francesc el 12 de juny de 2014.